# The Korgis
The Korgis är en brittisk popgrupp som bildades 1978 i Bristol. The Korgis är mest kända för hitsingeln "Everybody's Got to Learn Sometime" från 1980.

## Historik
Gruppens ursprungliga medlemmar var Andy Davis (född Andrew Cresswell-Davis den 10 augusti 1949) (sång/gitarr/keyboard), James Warren (född 25 augusti 1951) (sång/basgitarr), Stuart Gordon (violin) och Phil Harrison (keyboard). Både Davis och Warren hade tidigare under 1970-talet varit medlemmar i rockbandet Stackridge.
The Korgis släppte sin första singel "Young 'n' Russian" i mars 1979 på skivbolaget Rialto Records, som ägdes av deras managers Nick Heath och Tim Heath. Deras andra singel "If I Had You" klättrade till plats 13 på brittiska singellistan. Det självtitulerade debutalbumet The Korgis släpptes i juli 1979.
Singeln "Everybody's Got to Learn Sometime" från bandets andra album Dumb Waiters (1980) blev en stor hit i många länder, däribland Storbritannien, Australien, USA, Frankrike, Irland och Schweiz. Dumb Waiters nådde plats 40 på brittiska albumlistan. Flera artister har spelat in coverversioner av "Everybody's Got to Learn Sometime", inklusive The Dream Academy (1987), Yazz (1994), Baby D (1995), Army of Lovers (1995), Erasure (2003) och Beck (2004). Becks tolkning av låten spelades in för soundtracket till Michel Gondrys film Eternal Sunshine of the Spotless Mind.
Davis lämnade The Korgis innan inspelningen av deras tredje album, Sticky George (1981), ägde rum. Davis har trots detta angetts som låtskrivare till några av låtarna på albumet. Singeln "That Was My Big Mistake" från Sticky George släpptes under namnet 'James Warren & The Korgis', för att påvisa att Davis och Warren hade gått skilda vägar. Även Gordon och Harrison lämnade bandet 1980. De ersattes av gitarristen John Baker, trummisen Roy Dodds och keyboardisten Maggie Stewart. Även flöjtspelaren Steve Buck anslöt sig till The Korgis kort innan bandet upplöstes 1982. Warren satsade därefter på en karriär som soloartist.
Singeln "Don't Look Back", släpptes sommaren 1982 på London Records. Låten var ursprungligen en demo från Sticky George-inspelningarna, som hade remixats av musikproducenten Trevor Horn.
År 1986 släppte Warren soloalbumet Burning Questions. Flera av låtarna från albumet släpptes emellertid som singlar under namnet 'The Korgis'. Davis medverkade på några av låtarna som producent.
År 1990 återförenades Davis, Warren och Baker som The Korgis för att göra en nyinspelning av "Everybody's Got to Learn Sometime". År 1992 släppte de albumet This World's For Everyone. Albumet var måttligt framgångsrikt i Europa och Japan. The Korgis upplöstes återigen året därpå.
År 2005 återförenades Davis, Warren och Baker på nytt för att spela in en DVD som kompletterade samlingsalbumet Kollection. Året därpå släppte de även livealbumet Unplugged. Under 2006 släppte The Korgis också sin första singel på 13 år, "Something About The Beatles". Låten handlar om hur The Beatles och särskilt John Lennon har influerat The Korgis musik.
Den före detta bandmedlemmen Stuart Gordon avled 28 augusti 2014 i sviterna av lungcancer. Han blev 63 år gammal.
År 2021 släppte The Korgis albumet Kartoon World.

## Diskografi
Studioalbum
- 1979 – The Korgis
- 1980 – Dumb Waiters
- 1981 – Sticky George
- 1992 – This World's For Everyone
- 2021 – Kartoon World

Samlingsalbum
- 1983 – The Best of The Korgis
- 1990 – The Best of & the Rest of The Korgis
- 1997 – Archive Series
- 2001 – Greatest Hits
- 2001 – Klassics – The Best of The Korgis
- 2003 – Don't Look Back – The Very Best of The Korgis
- 2005 – Kollection

Livealbum
- 2006 – Unplugged